# Pohjola

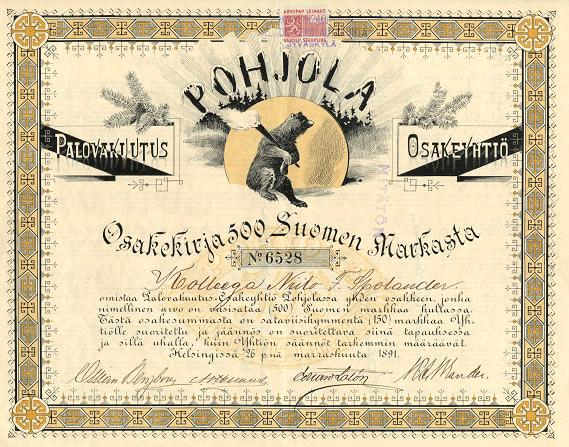

Pohjola to legendarne miejsce w mitologii fińskiej, którego nazwa pochodzi od słowa Pohja (północ) i oznacza Kraj Północy, czyli cały obszar polarny, zaś w świecie Kalevali był to kraj Lapończyków, kraj oddzielony od Kalevali morzem.
W prawdziwym świecie Pohjola zawiera część Laponii i starożytnej krainy Kainuu. Nazwy tej używa się jednak również dla całkowicie mitycznego miejsca, źródła zła, wiecznie zimnej krainy północy. Z tej Pohjoli pochodzą choroby i mróz. Pohjola jest wrogiem Vainoli, kraju Kalevali.
W fińskiej mitologii władczynią Pohjoli jest Louhi, zła wiedźma o wielkiej mocy. Wielki kowal Seppo Ilmarinen wykuł na jej prośbę Sampo i podarował jej w zamian za rękę jej córki. Sampo to magiczny młynek obfitości, który dostarcza mieszkańcom Pohjoli niezliczone ilości dóbr. Inne postacie z Kalevali również starały się o rękę córek Pohjoli. Byli wśród nich poszukiwacz przygód Lemminkäinen i wielki mędrzec Väinämöinen. Louhi zażądała od nich cudów podobnych do Sampo, takich jak zabicie Łabędzia z Tuoneli. Gdy któryś z oblubieńców wreszcie otrzymał rękę jednej z córek, w wielkich komnatach Pohjoli odbywały się wielkie uczty.
Korzenie „drzewa świata”, filaru Ziemi, znajdowały się według fińskiej mitologii gdzieś za północnym horyzontem, w Pohjoli. Wykucie Sampo i podarowanie go wiedźmie Louhi, walka ludzi z południa o zdobycie Sampo i użycie go do własnych celów oraz jego rozbicie składają się razem na dużą część tekstu Kalevali.

## Odwołania artystyczne
- Pohjolan tytär (Córka Pohjoli), op. 49 – poemat symfoniczny Jeana Sibeliusa z 1906.

## Lektury
- Martti Haavio: Mitologia fińska: przetłumaczył Jerzy Zbigniew Litwiniuk: Państwowy Instytut Wydawniczy, 1979 : stron 580 : ISBN 978-83-06-00199-0.